# IBM 3270

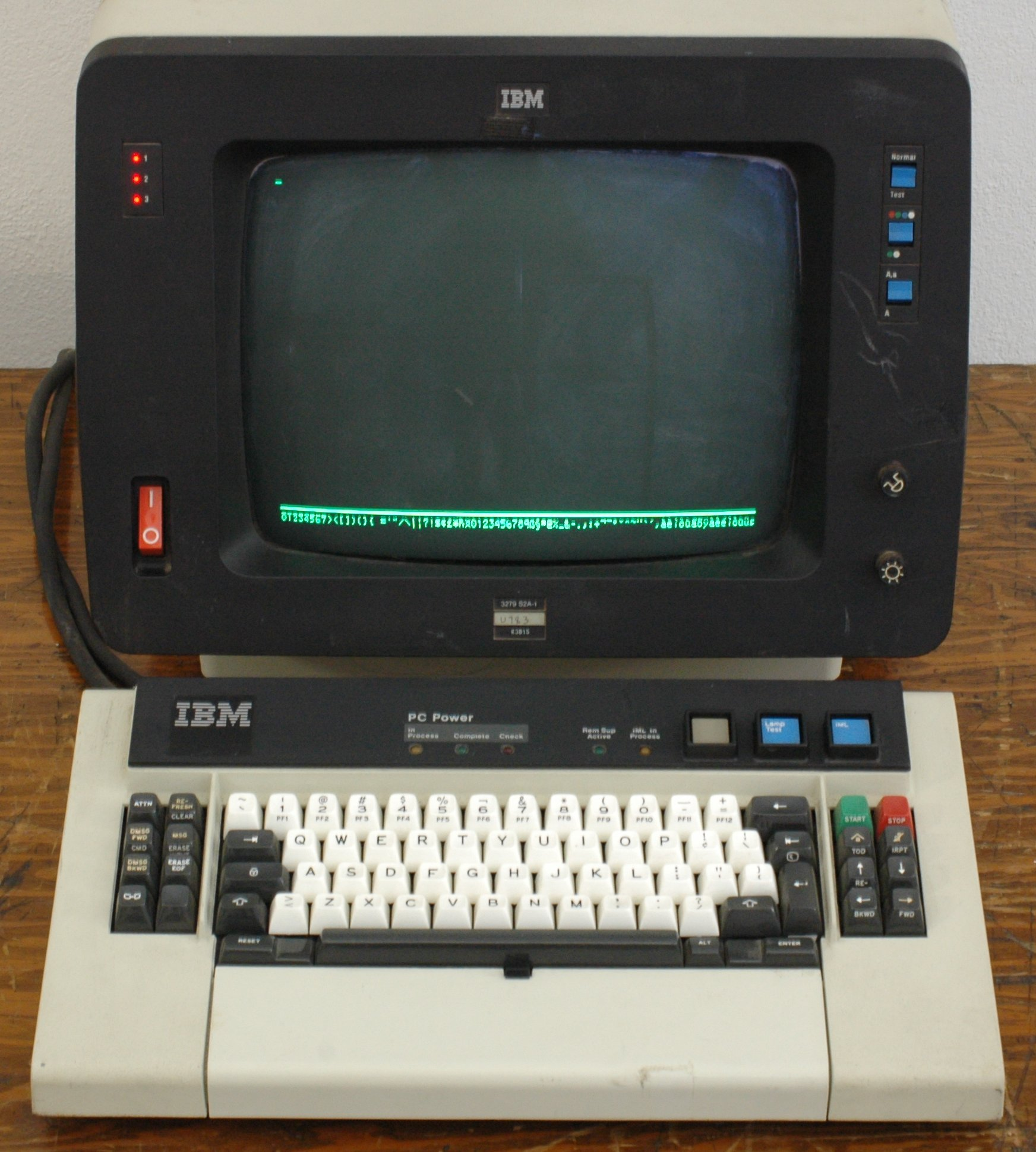
IBM 3279 컬러 디스플레이 터미널 (1979년).

IBM 3270은 IBM이 만든 블록 지향 터미널이다. (IBM 3270 패밀리 디스플레이 디바이시즈라고도 알려져 있다. 짧게 3270이라고도 한다.) 1971년 출시되었는데, IBM 메인프레임과 통신을 하기 위한 목적으로 쓰였다.  IBM 3270은 IBM 2260 디스플레이 터미널의 뒤를 이은 것이었다. 초창기 모델의 텍스트 색상 때문에 비공식적으로 그린 스크린(green screen) 터미널이라고 칭해졌다. 일반적인 시리얼 ASCII 터미널과는 달리, IBM 3270은, 데이터 스트림이라고 불리는 데이터의 큰 덩어리(block)을 받아들이는 데 있어서, 입출력 인터럽트의 회수를 최소화하려고 노력하였으며, 동축 케이블(coax cable) 상에서 IBM 고유의(proprietary) 고속 통신 인터페이스를 사용하였다.
IBM은 이 터미널을 수 십 년 전에 이미 단종시켰다. 하지만, IBM 3270 프로토콜(IBM 3270 protocol)은 아직 널리 쓰이고 있다. 일부 메인프레임-기반 애플리케이션에 접근하기 위한 터미널 에뮬레이션에서 말이다. 그 까닭에, 그런 종류의 애플리케이션은 그린 스크린 애플리케이션즈이라고 불리고 있다. IBM 3270의 사용은, 세월이 흘러 메인프레임 애플리케이션들이 월드 와이드 웹 인터페이스를 채택해 나가자, 점점 줄어들었다. 하지만 일부 웹 애플리케이션은 "스크린 스크래핑"이라 불리는 테크닉을 통해 예전 스크린(3270 스크린)을 캡처해가지고는 데이터를 모던 프론트-엔드(웹 등을 말함)에 뿌려주고 있기도 하다. 오늘날, 여러 군데, 특히 콜 센터 같은 데에서는, "그린 스크린" 3270 인터페이스를 찾아볼 수 있다고 한다. 현대적인 시스템으로 그것을 교체하는 데 들이는 비용을 생각하면, 보다 생산성이 높고 효율적이기 때문이다.

## 모델

### 디스플레이
- 3277 모델 1: 40×12 터미널
- 3277 모델 2: 80×24 터미널 - 최고의 성공작
- 3277 GA
  - 모델 1: 80x12
  - 모델 2: 80×24
  - 모델 3: 80×32 또는 80x24 (전환 가능)
  - 모델 4: 80×43 또는 80x24 (전환 가능)
  - 모델 5: 132×27 또는 80×24 (전환 가능)
- 3278 PS
- 3279
- 3290
- 3178
- 3179
- 3104
- 3472 인포윈도

### 디스플레이 컨트롤러
- 3275 리모트 디스플레이 (컨트롤러 지원, 최대 1개의 프린터에 대한 추가 디스플레이 없음)
- 3276 리모트 디스플레이 (컨트롤러 지원, 제한된 수의 디스플레이나 프린터까지 지원)

### 프린터
- 3284 매트릭스 프린터
- 3286 매트릭스 프린터
- 3287 프린터 (컬러 모델 포함)
- 3288 라인 프린터
- 3268-1

### 컨트롤러
- 3271 리모트 컨트롤러
- 3272 로컬 컨트롤러
- 3274 클러스터 컨트롤러
- 3174 클러스터 컨트롤러

## 예시
```
  Data              Description
  D3                WCC [reset device + restore (unlock) keyboard + reset MDT]
  11 5C F0          SBA Row 24 Column 1
  1D F0             SF/Attribute
                    [protected, alphanumeric, display normal intensity, not pen-detectable, MDT off]
  6E 40             '> '
  1D 40             SF/Attribute
                    [unprotected, alphanumeric, display normal intensity, not pen-detectable, MDT off]
                    SBA is not required here since this is being written at the current buffer position
  13                IC - cursor displays at current position: Row 24, column 5
  11 5D 7F          SBA Row 24 Column 80
  1D F0             SF/Attribute
                    [protected, alphanumeric, display normal intensity, not pen-detectable, MDT off]

```

## 같이 보기
- 3270 에뮬레이터